# Volodalen
Vololaden (en suédois : Vålådalen) est une station de sports d'hiver suédoise, en particulier pour le ski de fond, située à 650 m d'altitude. Elle fut un des centres d'entraînement de demi-fond les plus renommés de 1930 à 1970 environ. Gunder Hägg, Michel Jazy, Marcel Hansenne s'y sont notamment entraînés.
La station est située dans le Jämtland sur la commune d'Åre, à 27 km de la gare ferroviaire d'Undersåker et à 120 km d'Östersund, grande ville la plus proche. C'est aussi une réserve naturelle (sv), étendue sur 1 175 km2, où l'on peut pratiquer la randonnée.